# 內雷塔市鎮
內雷塔市鎮，曾是拉脫維亞的一個市鎮，設立於2009年，位於該國南部。人口4425人，面積645.5平方公里，人口密度約6.9人/km2。
2021年7月1日，內雷塔市鎮与其它市镇一起合并至艾茲克勞克萊市鎮。

## 外部連結
- 艾茲克勞克萊市鎮官方網站 （页面存档备份，存于） （拉脱维亚文） （英文） （俄文）